# Erwin K. Münz
Erwin Karl Münz  (* 6. Dezember 1912 in Mannheim; † 1. März 1978 in Konstanz) war ein deutscher Schriftsteller und Dichter.

## Leben
Er wurde als Sohn von Karl Münz und Rosa Münz, geb. Lutz, in Mannheim geboren. Dort absolvierte er auch die Volksschule und das Gymnasium mit dem Abitur als Abschluss. Schon vor dem Ende der Schulzeit veröffentlichte er seinen ersten Gedichtband Kriegsjugend, zu dem Walter von Molo das Vorwort schrieb. Münz besuchte die Schauspielschule von Herbert Maisch und Hubert Moest, war Konzertberichterstatter und dann zweiter Dramaturg am Nationaltheater Mannheim. 1933 folgte ein weiteres Studium in Heidelberg (Theaterwissenschaft, Französisch, Englisch, Deutsch) und München (Französisch, Geschichte, Deutsch). Er wurde Leiter der Studentenbühne, legte die Regieprüfung bei Meyer-Fürst am Residenztheater ab. Dann war er Assistent von Karl Vossler. Seine erste Vorlesung hatte den Titel Utopische Sozialisten in Frankreich. Er war Herausgeber und Autor des von Michael Kardinal von Faulhaber angeregten Großen Kreises, die Werke von Franz J. Weinrich, Ilse Stach und Josef Magnus Wehner herausgaben.
1935/36 wurden auch Schriften von Münz wie zum Beispiel Die Muttergottes schreitet übers Donauland verboten. Am 18. Juni 1937 beantragte er die Aufnahme in die NSDAP und wurde rückwirkend zum 1. Mai desselben Jahres aufgenommen (Mitgliedsnummer 4.820.826). 1938 wurde Münz von der Zugehörigkeit zur Reichsschrifttumskammer entpflichtet, weil er nicht hauptberuflich als Schriftsteller tätig war. Im Rahmen seines Französisch-Studiums besuchte Münz Belgien. Wieder zurück, absolvierte er 1937 das 2. Staatsexamen für den Höheren Schuldienst und 1938 die 2. Lehramtsprüfung für den Volksschuldienst. Er unterrichtete an Volksschulen in München und im Haßgau, danach war er Assessor an der Aufbauschule (Gymnasium) in Kaiserslautern. In der Zwischenzeit hatte er Maria Dahnes geheiratet. Das Dolmetscherexamen bestand er in Berlin mit Auszeichnung. Im Krieg wurde er zunächst in Frankreich bei höheren Kommandostäben als Dolmetscher eingesetzt, unter anderem bei General Erwin von Witzleben. 1941/42 wurde er zwangsweise an die russische Nordfront abkommandiert. Nach Krankheit und Genesung kam er wieder nach Frankreich (Paris, Blois, Marseille, Avignon) zurück. Da er relativ unabhängig war, konnte er, auch als Zöllner, politisch und rassisch Verfolgten bei der Flucht verhelfen. Dafür erhielt er Anfang der 1950er Jahre einen Staatsempfang in Tours. Wieder in Russland, floh er 1945 vor der Roten Armee und wurde noch einige Wochen im britischen Internierungslager Neuengamme am Standort des ehemaligen KZ Neuengamme inhaftiert.
Nach dem Krieg nahm er seine schriftstellerische und publizistische Arbeit und die schulischen Aufgaben wieder auf und wurde Mitarbeiter beim Süddeutschen Rundfunk. Er gab Unterricht bei den Schulbrüdern in Illertissen und am Deutschordensgymnasium in Bad Mergentheim. Dazu hielt er zahlreiche Vortrags- und Rezitationstourneen zwischen Köln und München und Gastvorlesungen an der Universität Tübingen (romanisches Seminar und Theologische Fakultät). 1963 wurde er vom Auswärtigen Amt nach Nancy berufen, um das Goetheinstitut aufzubauen und zu leiten. An der Universität Nancy lehrte er deutsche klassische Literatur des 17. bis 19. Jahrhunderts. Münz erhielt den Professorentitel und wurde Fachberater für Französisch am Oberschulamt Stuttgart. Er wohnte nun in Heilbronn, wo er auch noch am Theodor Heuss-Gymnasium unterrichtete. Neben all diesen Tätigkeiten erschienen viele Publikationen (Novellen, Romane, Monographien, Theaterstücke). Er war Mitarbeiter am Esprit (Paris), an Tor zur Welt (Alfred Döblin, Baden-Baden), einer belgischen Theaterzeitschrift und mehreren deutschen Tageszeitungen.
1975 ließ er sich vom Schuldienst pensionieren und übersiedelte nach Konstanz. Er arbeitete an der dortigen Universität mit, war Kulturreferent an der „Deutsch-Französischen Vereinigung“ und arbeitete am Süddeutschen Rundfunk II in der Sparte Musik und Literatur. Sein Roman Prozess Medusa wurde 1976 im ZDF unter der Regie von Wolfgang Staudte verfilmt und ausgestrahlt.
Münz starb am 1. März 1978 im Alter von 65 Jahren an den Folgen von Lungenkrebs.

## Werke
- Kriegsjugend, 1931
- mit Henri Brochet: Der Geizhals, der Soldat, der Stiefel und der Erzteufel, 1948
- mit Jozef Boon: Wie Rotkäppchen auferstand, 1949
- mit Marie Noel: Wir warten auf ein Licht, 1950
- Die Niederlage. Gestalten der Geschichte, 1953 Novellen, Pfeilerverlag
- Frankreich, 1953 eine Monographie, Glock und Lutz
- Die Pforten der Hölle..., 1960 Roman Josef Kechtverlag (Französische Revolution)
- Die Frau in der roten Nacht, 1961 Roman Knechtverlag
- Der Drache siegte nichtRoman, Glock und Lutz (Ende des Zarenreiches)
- Frankreich. Kultur der Nationen 1, 1964
- Prozess Medusa, 1964 Roman Zsolnyverlag
- Frankreich, 1964
- Meine Annette aus Meersburg, 1979
- mit Richard Bauer: Erinnerungen an das Münchener Aquarium. Ein Unterhaltungsetablissement vor hundert Jahren, München 1982
- mit Eva Maria Graf: Zu Gast im alten München. Erinnerungen an Hotels, Wirtschaften und Cafés, München 1982

### Herausgeber
- mit Elisabeth Münz: Geschriebenes von und an Karl Valentin. Eine Materialiensammlung von 1903 bis 1948, München 1978

### Übersetzer
- Jean Baelen: Die Acropolis im Licht. Weil am Rhein 1960